# Ancienne église Saint-Jacques-du-Mont-aux-Malades
L'ancienne église Saint-Jacques du Mont-aux-Malades est une église catholique en ruines située à Mont-Saint-Aignan, en France.

## Localisation
Les ruines de l'église est située dans le quartier du Mont-aux-Malades, à Mont-Saint-Aignan, commune du département français de la Seine-Maritime, rue Louis-Pasteur.

## Historique
L'église est bâtie au XIIe siècle, vers 1130-1135. La léproserie du Mont-aux-Malades y est installée jusqu'en 1792. 
L'édifice est inscrit au titre des monuments historiques le 29 mars 1971.
Les ruines sont restaurées en 1971-1972.

## Description
Seules quatre travées sont conservées.
Les chapiteaux sont ornés de crochets et d'animaux stylisés.